# 국군대전병원
국군대전병원(國軍大田病院)은 대전광역시 유성구에 위치한 국군의무사령부 산하의 국군병원이다. 1971년 개원하였으며, 대전광역시 유성구 자운대에 있다.

## 연혁
- 1971년 충청남도 연기군 남면에서 국군대전통합병원 창설
- 1984년 국군대전병원으로 개칭
- 1999년 대전광역시 유성구 자운대로 이동

## 진료 과목
내과, 신경과, 정신건강의학과, 외과, 정형외과, 신경외과, 흉부외과, 성형외과, 마취통증의학과, 안과, 이비인후과, 피부과, 비뇨의학과, 영상의학과, 병리과, 진단검사의학과, 재활의학과, 핵의학과, 가정의학과, 응급의학과, 직업환경의학과, 치과